# Грейбулл (река)
Грейбулл (англ. Greybull River) — река на севере штата Вайоминг, США. Левый приток реки Бигхорн (бассейн Йеллоустона). Длина — 145 км.
Берёт начало вблизи пика Френкс в районе горного хребта Абсарока. Принимает приток Вуд-Ривер и спускается с гор в районе города Мититсе, далее течёт через территорию округов Парк и Биг-Хорн. Впадает в реку Бигхорн в районе города Грейбулл. Течёт преимущественно в северо-восточном и восточном направлениях. Высота устья — 1157 м над уровнем моря.